# 国子监街
39°56′44″N 116°24′44″E / 39.94548229999999°N 116.4122963°E
国子监街，旧称成贤街，是位于北京市东城区安定门内的一条街巷，因在这条街上坐落着元明清时代中国的最高学府国子监而得名。这条街上还坐落着中国第二大孔庙——北京孔庙。

## 简介
国子监街位于安定门地区的东部，西到安定门内大街，东到雍和宫大街，南近方家胡同，北通官书院胡同、箭厂胡同、大格巷。国子监街东西全长680米，宽12米。
国子监街是元大都时期的老街，太学当时设在这里，即明清两朝的孔庙、国子监。明朝时属于崇教坊，清朝时属于镶黄旗，称“国子监胡同”，又称“成贤街”，中华民国时期仍称“国子监胡同”，1965年更名为“国子监街”。
国子监街两侧现存不少文物。国子监街的东口和西口各有一座两柱三楼冲天式过街牌楼，额题“成贤街”三字，是1935年重建，梁柱当时由木质改成了混凝土。牌楼东西两侧均有下马碑，碑上用满文、汉文阴刻“文武官员到此下马”。国子监街北侧靠东有孔庙（位于国子监街13号），靠西有国学（国子监）（位于国子监街15号），是“左庙右学”制度的体现。
国子监前的东、西两侧又各有一座两柱三楼冲天式过街牌楼，额题“国子监”。正对国子监大门的国子监街南侧有一座影壁。国子监南侧有两座祠庙，东侧的是灶君庙（位于国子监街40号），西侧的是火神庙（位于国子监街78号）。灶君庙现由小学使用，建筑已经被拆除。火神庙现存大门、大殿、正殿以及东西配殿，大殿内供奉火神、关帝、鲁班、财神等等。国子监街两侧有几座较为完整的小型四合院。国子监街南侧的现代建筑经过修饰，也变为传统风格，与周边风貌统一。
1984年5月24日，国子监街被公布为北京市文物保护单位，1999年11月被公布为北京市历史文化保护街区。2009年與安徽省黄山市屯溪区的屯溪老街、蘇州平江路，一起當選為「中國歷史文化名街」。